# Felpéc
Felpéc is een plaats (község) en gemeente in het Hongaarse comitaat Győr-Moson-Sopron. Felpéc telt 844 inwoners (2001).